# Ладон (дракон)
Ладон (дав.-гр. Λάδων) — персонаж давньогрецької міфології, молодший титан, як і багато титанів після поразки в титаномахії перетворився на чудовисько — дракона. Також зустрічається форма імені Лафон або Лефон.
Гера поставила його вартувати яблука Гесперід, дракон був відомий тим, що ніколи не спав. Був убитий Гераклом, за свою службу став сузір'ям Дракона. На його розкладений труп пізніше натрапили аргонавти.

## Ладон у міфах

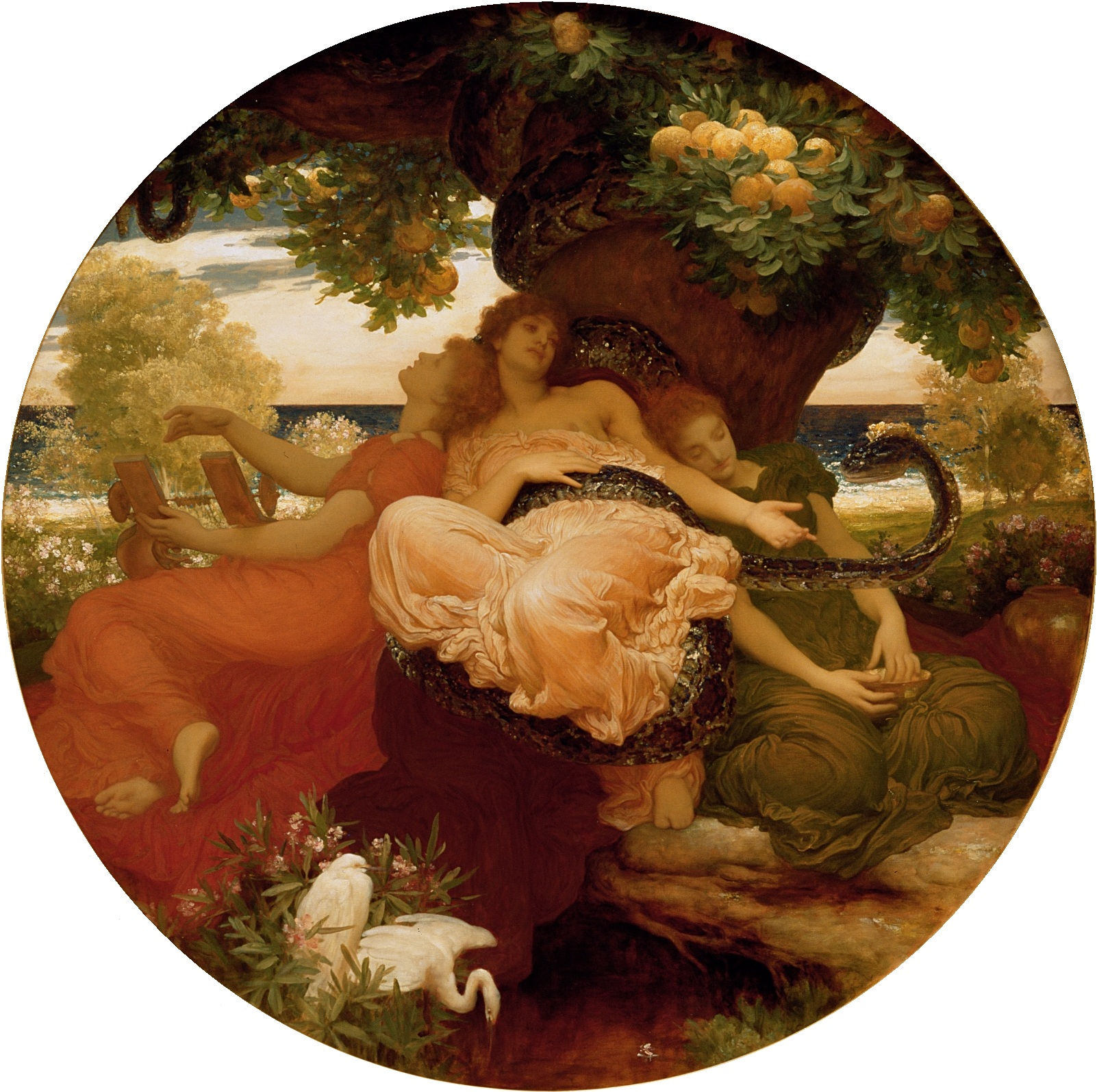
Ф. Лайтон. «Сад Гесперід»: змій Ладон охороняє яблука

Згідно з «Теогонією» Гесіода, Ладон був сином Форкія і Кето. За Псевдо-Гесіодом, це син Тіфона і Єхидни. В поемі Пісандра говориться, що Ладон народився із землі, тобто є породженням Геї.
У грецькій міфології описується як вогнедишний дракон з сотнею голів, який обвиває своє змієподібне тіло навколо дерева з золотими яблуками. Це чудовисько відправила в саду Гесперід богиня Гера, дружина Зевса. Ладон повинен був охороняти золоті яблука її саду від викрадачів. Жодна зі ста голів дракона ніколи не спала, і кожна говорила своїм особливим голосом. Двісті лютих і пильних очей Ладона були гарантією того, що ніхто не наблизиться до золотих яблук. Кожен, хто насмілювався припливти до краю землі у пошуках золотих яблук Гери, ризикував бути розірваним на частини величезними зубами Ладона чи бути задушеним у кільцях його м'язистого тіла.
Одинадцятий подвиг Геракла полягав у тому, щоб той приніс цареві Евристею три золоті яблука. Герой намастив наконечники своїх стріл отрутою Лернейської Гідри і випустив їх у Ладона через стіну саду. Дракон пав, убитий отруєними стрілами, а яблука Гераклу приніс сам Атлант, лишивши героя підтримувати замість себе небо. Пізніше, пропливаючи повз, аргонавти говорили, що бачили поваленого дракона, у якого ледь тріпотів кінчик хвоста.
Коли кров з ран Ладона просочила землю, з кожної її краплі зросли драконові дерева. У них масивні стовбури і перекручені гілки, подібні на тулуб і голови чудовиська. Їхній темно-червоний сік називають кров'ю драконового дерева. Вважалося, що він володіє цілющими властивостями.
Після загибелі Ладона Гера помістила його на небо. Так з'явилося сузір'я Дракона, яке вічно звивається навколо Полярної зорі, подібно Ладону, який вився навколо дерева з золотими яблуками.

## Трактування образу Ладона
За раціоналістичною інтерпретацією, Ладон був людиною і пастухом овець Геспера, убитим Гераклом. З іншого тлумачення, це був чоловік, на ім'я Дракон, що зібрав, турбуючись про сад, багато золота.
Образ Ладона разом зі старозавітним Левіафаном швидше за все сходить до угаритського Латана, ніж до змія-спокусника книги Буття.